# Banda Gaites Camín de Fierro
La Banda Gaites Camín de Fierro est un groupe de musique folklorique espagnol, originaire des communes de Proaza, Santo Adriano et Teverga, situées dans les Asturies. Le nom du groupe, formé en 2002, vient de la voie ferrée minière qui unissait les trois communes ci-dessus, et maintenant transformée en voie verte connue sous le nom de « Senda l'Osu ».
Le groupe est formé de 20 musiciens : des joueurs de gaïta (cornemuse asturienne) en si bémol, et des percussionnistes, menés para Balbino Menéndez et Arsenio Ruiz.

## Histoire
La Banda Gaites Camín de Fierro est formée en 2002,. Concernant le nom Camín de Fierro, le groupe explique essayer de « mettre en évidence l'un des nombreux points communs des trois communes. C'est ici que se trouve toute l'histoire minière et sidérurgique de la région : dans la vallée, il y avait des exploitations minières d'où le minerai sortait et était envoyé par chemin de fer jusqu'au bassin du Nalón, l'exutoire naturel de la région, en Trubia. Cette voie minière a ouvert le chemin entre les montagnes des communes, transformé aujourd'hui en une piste cyclable connue à tous les niveaux sous le nom de « Senda l'Osu » (Sentier de l’ours). C'est l'origine de notre nom : la route de fer qui reliait nos villages. »
La plupart des membres du groupe ont été formés à l’école de musique traditionnelle de Velles del Oso, dans la communauté de communes de Valles del Oso (regroupant Proaza, Quirós, Santo Adriano et Teverga). Leur répertoire, bien que majoritairement traditionnel asturien, propose aussi des thèmes traditionnels galiciens, bretons et écossais.
En 2012, la Banda Gaites Camín de Fierro sort un album intitulé 10 años nel Camín à l’occasion de son 10e anniversaire,. Cet album est une démonstration de tout le travail réalisé pendant ces 10 années d’existence ; il regroupe des thèmes traditionnels joués avec des gaita, caisses claires écossaises, timbales et grosse caisse, ainsi que des thèmes moins communs à la gaita asturienne, comme le tango.
En 2021, le groupe sort son nouvel album Rock y Fierro.

## Distinctions
En 2013, la Banda Gaites Camín de Fierro a reçu, pour son album 10 años nel Camín, les prix suivants[réf. souhaitée] :
- Premios AMAS (Prix de musique asturienne) dans la catégorie de gaïta ;
- Premios de la Critica RPA (Prix de la radio publique asturienne) dans la catégorie du meilleur album folk.

En 2022, le groupe remporte de nouveau le premio AMAS dans la catégorie de la « meilleure chanson folk » pour Flacos y ensin peinar.

## Principales représentations
- 2004 : Festival folklorique de Perpignan, en France
- 2005 : Festival folklorique de Tapia de Casariego, en Espagne
- 2007 : Festival folklorique de la Ciudad de Zafra, Badajoz, en Espagne
- 2009 : Festival de la Saint Loup à Guingamp, France
- 2011 : Festival de Confolens, en France
- 2012 : Concert du 10e anniversaire et présentation de l'album 10 años nel Camín au théâtre Filarmónica à Oviedo, en Espagne
- 2013 : Tournée en Argentine
- 2014 : Festival Interceltique de Lorient, en France[3],[7]
- 2015 : Participation au 25e anniversaire du Groupe de Danse traditionnelle de Fitoria, en Espagne

## Discographie
- 2012 : 10 años nel Camín
- 2021 : Rock y Fierro